# Неклёсова, Ирина Дмитриевна
Ири́на Дми́триевна Неклё́сова (1 января 1919, Спасск, Рязанская губерния — 20 января 1980, Казань) — советский врач, токсиколог, доктор медицинских наук (1978).

## Биография
Родилась 1 января 1919 года в городе Спасск, Рязанская губерния (ныне город Спасск-Рязанский, Рязанская область), РСФСР.
В 1941 году окончила Казанский государственный медицинский институт, получив диплом, начала работать в Марийской научно-практической зобной станции.
С 1946 по 1951 годы была заведующей хирургической группой Республиканской станции переливания крови в Казани. В 1951 году начала работать в Институте органической и физической химии Казанского филиала Академии наук СССР, трудилась здесь до самой своей смерти.
В 1965 году стала организатором и руководителем первой в Казани токсикологической лаборатории. В 1978 году защитила докторскую диссертацию.
Ирина Неклёсова принимала активное участие в создании препаратов для борьбы с вредителями и болезнями сельскохозяйственных культур, такие как дитиофос и октаметил. Участвовала в разработке лекарственных средств для лечения глаукомы (фосарбин, хлорофтальм) и грибковых заболеваний (хлорацетофос). Ею был установлен период циркуляции в растениях системного инсектицида октаметила при предпосевной обработке семян.
Занималась изучением взаимосвязи химического строения и биологической активности, а также механизма действия фосфор-, мышьяк- и серосодержащих органических соединений. Получила 60 авторских свидетельств на изобретения.
Неклёсова написала труды по исследованию биологической активности элементоорганических соединений и поиску новых лекарственных средств.
Награждена медалями. Умерла 20 января 1980 года в Казани.